# Universitatea „Nicolae Titulescu”
Universitatea Nicolae Titulescu din București este o instituție de învățământ superior particulară înființată în 1990 și acreditată prin Legea nr. 241 din 23 aprilie 2002 (publicată în Monitorul Oficial al României, nr. 291 din 30 aprilie 2002).
Începând cu anul universitar 1999-2000 a fost dat în funcțiune noul sediu al universității din Bulevardul Văcărești (stația de metrou Timpuri Noi); conceput ca un campus universitar de standard occidental. 
Universitatea are în componență următoarele facultăți:
- Facultatea de Drept
- Facultatea de Economie și Administrarea Afacerilor
- Facultatea de Relații Internaționale și Administrație

Universitatea, în întreaga sa activitate respectă Constituția și legile române, în general, precum și legistația învățământului, în special, inclusiv ordinele și instrucțiunile cu caracter normativ ale Ministerului Educației; respectă principiile înscrise în "Declarația universala a Drepturilor omului", adoptată la O.N.U. în anul 1948 și aderă la "The Lima Declaration on Academic Freedom and Autonomy of Institutions of Higher Education" (1988) și la "The Magna Charta of European Universities" (Bologna, 1988).
Universitatea funcționează în baza autonomiei universitare, întemeiată pe principiile Constituției României, ale Legii educației naționale nr. 1/2011, ale altor acte normative, precum și ale reglementărilor proprii.
Universitatea respectă valorile democrației și ale statului de drept și acționează pentru promovarea lor în societatea românească. Este apolitică și nu permite orientarea procesului de învățământ către nici una din doctrinele și practicile ideologice.